# Naziha Hamza
Naziha Hamza (ur. 22 marca 1990) – tunezyjska zapaśniczka walcząca w stylu wolnym. Zajęła trzynaste miejsce na mistrzostwach świata w 2009. Triumfatorka igrzysk afrykańskich w 2007. Złota medalistka mistrzostw Afryki w 2008 i 2009. Triumfatorka igrzysk śródziemnomorskich w 2009 roku.
Trzecia na MŚ juniorów w 2009 roku.